# Deinacrida heteracantha
Deinacrida heteracantha White, 1842 conosciuta in lingua māori come wētāpunga ed in inglese come Little Barrier Island giant weta, è un grillo della famiglia Anostostomatidae, endemico della Nuova Zelanda. Sopravvive in natura solo sull'Isola della Piccola Barriera.
Fu in principio osservata nell'entroterra , fu poi ridescritta con il nome sinonimo di Hemideina gigantea da Colenso (1881), basandosi su di un esemplare raccolto "in un piccolo boschetto dietro Paihia, Bay of Islands", nel 1838. Questo esemplare è ancora preservato nella collezione dell'Auckland War Memorial Museum.
Avvistamenti di questa specie dall'entroterra dell'isola settentrionale a Mahoenui furono poi ritenuti come specie distinte, descritte da  Gibbs (1999) come Deinacrida mahoenui.
Un esemplare femmina detiene il record per il più pesante adulto di insetto vivente mai documentato. Pesava 71 g, tre volte più pesante del topo comune, ed era lungo oltre 85 mm.